# Hover!
Hover! é um videojogo que foi incluído no CD de instalação (para o correr tinha-se de ter o CD original, porque ele não era gravado juntamente com o sistema operativo) doWindows 95. Foi uma demonstração das capacidades relativamente avançadas de multimédia presentes nos computadores de meados dos anos 1990. Ainda é possível fazer download do jogo nos servidores ftp da Microsoft. De destacar que o jogo pode ser executado em todos sistemas operativos da Microsoft, desde o Windows 95 ao mais recente Windows 10.
No dia 2 de outubro de 2013, a Microsoft ressuscitou o jogo no formato de uma experiência mais moderna dentro da web, onde o mesmo pode ser jogado no site www.hover.ie.

## Interface
Na parte superior da janela do jogo surge a área das bandeiras que nos indica o número de bandeiras disponível. Quando ser captura uma bandeira esta se coloriza, em azul as que vão sendo capturadas pelo jogador e em vermelho as que são capturadas pelos drones (os inimigos). Surge também uma espécie de espelho retrovisor que nos mostra a área que existe por detrás do Hover 95 (quando está habilitado) e a área de pontuação mostra a pontuação atual. No meio da janela do jogo aparece a a vista principal do jogo (que se modifica consoante o nível alcançado pelo jogador). Na parte inferior do jogo é nos mostra a área dos objetos, que contém informações sobre as bainhas de tipo salto (jump), parede (wall) e capa (cloak). cada um deles mostra o número de bainhas rde bainhas relacionadas desse se tipo de questão, o tempo restante para esse objeto e a tecla associada a cada objeto. Também surge a área do mapa, que nos mostra em vista de pássaro a forma de labirinto que se está jogando. Finalmente, um pouco mais à direita pode-se observar o tempo antes de deixar de ser invencíveis contra algumas plataformas e objectos. Também aparece a direção que term o nosso veículo e a sua velocidade atual.
O mapa pode ser rotado e ampliado (ou reduzido) para ajudar a nos situar no contexto do jogo. As bainhas são representadas através de pontos amarelos. As bandeiras são representadas como pontos cintilantes: os pontos vermelhos são as nossas bandeiras e os pontos azuis são as bandeiras inimigas que estamos capturando. Os drones inimigos que trazem bandeiras são representadas com triângulos amarelos, por outro lado os drones inimigos que não as trazem são representadas de cor azul. os drones de ataque são representados como triângulos verdes, e o triângulo vermelho do centro do mapa somos nós.

## Níveis
Há três labirintos diferentes en Hover! que se assemelham a:
- um castelo medieval
- uma cidade futurista
- um esgoto ou bueiro ou sarjeta

Cada labirinto tem os sues próprios mapas de texturas e o seu próprio tema musical.

## Objetos
Nos diferentes níveis ou labirintos podemos encontrar diversos objetos:
Bandeiras
- Bandeira vermelha: a nossa bandeira, o inimigo vi capturando-as o mais rápido que pode.
- Bandeira azul: Bandeira inimiga: Temos de as capturar antes dos drones inimigos capturem as nossas.

Vários flutuantes:
- Cloaca que nos oculta temporalmente os drones inimigos
- Parede: Pões uma parede temporalmente: devemos utilizá-la para enfrentar um drone inimigo.
- Salto (Jump)que nos permite saltar sobre paredes e plataformas de pouca altura. Também nos permitem saltar sobre os perigos e inimigos.
- Bainha surpresa: Pode ser algo bom ou mau. O som que se ouve no momneto de recolher a bainha é p som do objeto que realmente há dentro.
- Luz verde. Aumenta temporariamente a velocidade
- Luz vermelha: Diminui temporariamente a velocidade
- Apagador de mapas: Suprime algumas áreas do mapa. Devemos voltar às áreas que foram apagadas para voltara dispor delas no mapa.
- Escudo: Faz temporariamente invencível as nossas plataformas deslizantes, plataformas bloqueadoras, apagafores de mapas e bainhas de redução de velocidade.

Plataformas de solo
- Plataforma bloqueadora: Faz-nos parar temporariamente nesse lugar.
- Caça-bandeiras: Devolve um das nossas bandeiras, capturas anteriormente de novo ao labirinto
- Plataforma deslizante: Arrasta-nos na direção que indica a sua seta.

## Pormenores internos
Podemos encontrar neste jogo um chamado informaticamente "Ovo de Páscoa".
A chave para poder entrar no nível "Easter Egg", estando no ecrã principal (com a mensagem "Press F2 to start game of Hover") manter carregada a tecla Control+Shift e escrever "IBMAB" ("Bambi" foi o nome em chave do projeto). Isto desbloqueará os controlos do jogador neste nível e a partir de então já se pode navegar através da galeria fotográfica mostrando a equipa técnica que desenvolveu este jogo.
O que se vê através da janela e do espelho retrovisor é realmente a imagem do jogo, pausado numa localização concreta num labirinto especial "small.ma", este nível também é chamado "Easter Egg" ("Ovo de Páscoa").